# Rüdiger Rehm
Rüdiger Rehm (Heilbronn, 22 novembre 1978) è un allenatore di calcio ed ex calciatore tedesco, di ruolo difensore, tecnico del Vitesse.

## Palmarès

### Giocatore

#### Competizioni nazionali
- Fußball-Regionalliga: 1

Waldhof Mannheim: 1998-1999 (girone Sud)

### Allenatore
- Fußball-Regionalliga: 1

Sonnenhof G.: 2013-2014 (girone Sud-ovest)